# José Sosa
José Ernesto Sosa, né le 19 juin 1985 à Carcarañá, province de Santa Fe, est un footballeur international argentin. Il évolue au poste de milieu de terrain dans le club des Estudiantes de la Plata.

## Biographie
José Sosa commence sa carrière professionnelle à Estudiantes en 2002. Le sommet de sa jeune carrière est pour l'instant son but égalisateur sur coup franc contre Boca Juniors permettant à Estudiantes de remporter le championnat Apertura 2006, leur premier titre depuis 1983. À la suite de ce match, son entraîneur Diego Simeone recommande Sosa à la Lazio de Rome. Des rumeurs circulent alors dans la presse concernant l'intérêt d'autres clubs européens pour le meneur de jeu.
Le 24 février 2007, un accord est trouvé entre Estudiantes et le Bayern Munich : Estudiantes reçoit six millions d'euros, auxquels s'ajouteront 10 % d'un éventuel transfert ultérieur.
José Sosa reste à Estudiantes pour terminer le championnat Clausura 2007 avant de signer au Bayern Munich pour quatre ans et un montant avoisinant les dix millions d'euros.
Après deux bonnes saisons sous les couleurs bavaroises, n'entrant pas dans les plans du nouvel entraineur Louis van Gaal il est prêté, en 2009 par le Bayern Munich à son ancien club l'Estudiantes LP. Il réalisa une bonne saison en Argentine mais ses prestations ne suffiront pas à convaincre le batave qui décida de le vendre pour 2,5 millions au SSC Naples qui veut faire de lui le nouveau Diego Maradona. Après 30 matchs joués pour 1 but marqué en Italie il est vendu au club ukrainien du Metalist Kharkiv ou il réalise d'excellentes prestations ce qui lui vaut d'être appelé régulièrement par le sélectionneur national afin de disputer des matchs avec l'Argentine. Au début de la saison 2012, il est nommé capitaine de son club.
Le club ukrainien n'ayant pas les moyens de ses ambitions, il est prêté fin décembre 2013 à l'Atletico Madrid avec option d'achat. Il devient champion d'Espagne sous les ordres de Diego Simeone mais l'option d'achat (de 10 millions €) n'est pas levée.
Il ne retourne pas en Ukraine. Il est prêté au Beşiktaş JK pendant l'été 2014. Au terme de ses cinq premiers matchs il est acheté par le club turc pour 1,5 million de livres, conformément à la clause de son contrat de prêt.
Après ce passage par le Beşiktaş, il est transféré au Milan AC en juin 2016 pour 7,5 millions €. Il ne s'impose pas, ne disputant que 18 matchs de série A. Il refuse une offre de Fenerbahçe, préférant être prêté au club de Trabzonspor. Le club turc l'achète définitivement en janvier 2018.

## Palmarès

### En club
| Estudiantes (4) | Bayern Munich (5) | Metalist Kharkiv                               | Atlético Madrid (1)                                                                | Beşiktaş JK (1)                                                    | AC Milan (1)                             | Trabzonspor (1)                                                                                          | Fenerbahçe SK                                 |
| --- | --- | ---------------------------------------------- | ---------------------------------------------------------------------------------- | ------------------------------------------------------------------ | ---------------------------------------- | --- | --------------------------------------------- |
| - Championnat d'Argentine - Champion : Apertura 2006 - Coupe d'Argentine - Vainqueur : 2023 - Coupe de la Ligue - Vainqueur : 2024 - Trophée des champions - Vainqueur : 2024 - Supercoupe d'Argentine - Finaliste : 2024 - Supercopa Internacional - Finaliste : 2025 | - Champion d'Allemagne - Champion : 2008 et 2010 - Vice-champion : 2009 - Coupe d'Allemagne - Vainqueur : 2008 - Supercoupe d'Allemagne - Vainqueur : 2010 - Coupe de la Ligue - Vainqueur : 2007 | - Championnat d'Ukraine - Vice-champion : 2013 | - Championnat d'Espagne - Champion : 2014 - Ligue des champions - Finaliste : 2014 | - Championnat de Turquie - Champion : 2016 - Supercoupe de Turquie | - Supercoupe d'Italie - Vainqueur : 2016 | - Coupe de Turquie - Vainqueur : 2020 - Championnat de Turquie - Vice-champion : 2020 - Finaliste : 2016 | Championnat de Turquie - Vice-champion : 2022 |

### En équipe nationale
- Médaille d'or aux Jeux olympiques d'été de 2008

### Distinctions personnelles
- Meilleur passeur de Süper Lig en 2016 (12 passes)